# Convento de Santa Clara (Molina de Aragón)
El convento de Santa Clara de Molina de Aragón es un convento de religiosas clarisas situado en la ciudad española de Molina de Aragón. 
La iglesia conventual fue fundada a finales del siglo XIII, aunque el convento de clarisas fue establecido en el siglo XVI, y en la actualidad dichas religiosas continúan habitándolo.

## Historia del convento

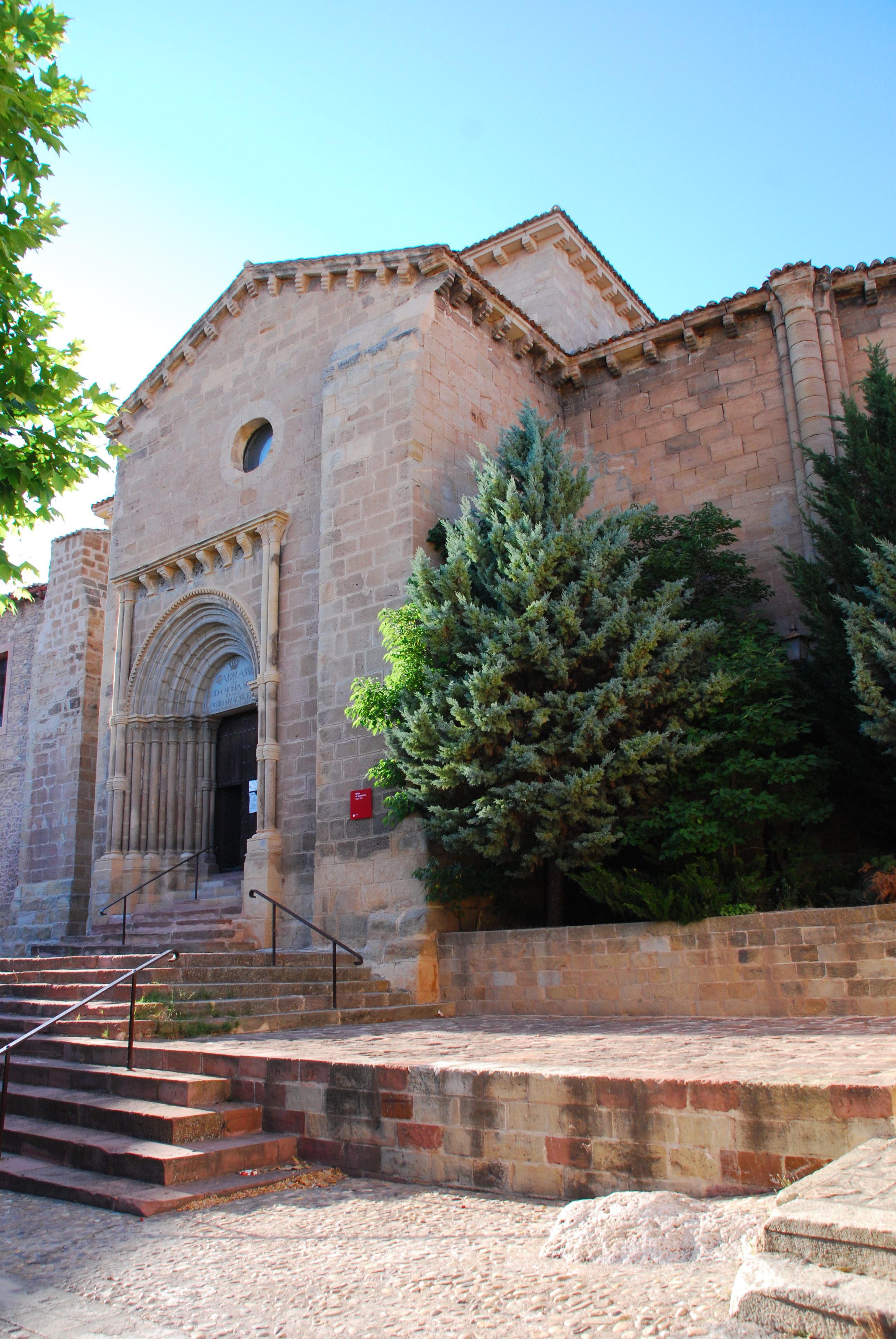
Convento de Santa Clara

Luis de Salazar y Castro señaló en el primer tomo de su Historia genealógica de la Casa de Lara que la iglesia parroquial de Santa María Pero Gómez fue fundada en 1280, y otros autores añaden que el templo fue fundado a finales del siglo XIII por un caballero principal de la ciudad llamado Pero Gómez, o Pedro Gómez, que era pariente y mayordomo de Blanca Alfonso de Molina, quinta señora de Molina y Mesa, y que, en recuerdo del fundador, el templo recibió el nombre de iglesia de Santa María de Pero Gómez. Está documentado que durante la Edad Media esta iglesia albergaba numerosas reliquias de santos.
En 1572, el cardenal y obispo de Sigüenza, Diego de Espinosa, unió la parroquia de Santa María de Pero Gómez a la de San Martín, a petición de los sacerdotes y clérigos de la ciudad de Molina, junto con sus ornamentos, retablos, vasos sagrados, rentas de fábrica y parroquianos, entre otras cosas, y la iglesia de Pero Gómez quedó convertida en ermita, aunque conservó su antigua advocación.
Y en 1580, tras cuarenta años de abandono, Pedro Malo de Heredia, que continuó las obras del convento iniciadas por Juan Ruiz Malo de Molina, solicitó a fray Lorenzo Suárez de Figueroa y Fernández de Córdoba, obispo de Sigüenza, que le concediera la ermita de Pero Gómez para que fuera la capilla del nuevo convento de clarisas de Molina de Aragón, y el obispo aprobó la petición y se la entregó a perpetuidad a él y a sus descendientes, para que pudieran recibir sepultura allí. Y algunos autores señalan que en 1581 el nuevo convento de Santa Clara fue incluido en la jurisdicción de la provincia franciscana de Cartagena, y que fue habitado por religiosas procedentes del convento de Santa Clara de Huete, siendo su primera abadesa Ana de Godoy, aunque otros autores señalan que el convento fue entregado a las clarisas en 1584.
En 2024 el convento fue cedido por el obispo de Sigüenza al movimiento eclesial Hakuna 

## Iglesia
La iglesia conventual de Santa Clara, que está situada en la parte más elevada de la ciudad de Molina de Aragón, fue construida a finales del siglo XIII en estilo románico ojival, con piedra de sillería, y tiene planta de cruz latina, aunque con los brazos de la cruz son de pequeñas dimensiones. La cabecera de la iglesia termina en un ábside semicircular, ante el que está situado el presbiterio del templo, que es pequeño.
El templo cuenta con una sola nave, y a los pies de esta última está situado el coro de las monjas. El muro occidental de la iglesia fue derribado para poder ampliar el convento, y el templo está cubierto por bóvedas de crucería simples, propias del estilo ojival, que descansan sobre arcos fajones sostenidos por grupos de tres semicolumnas adosadas a los muros, cuyos capiteles son de estilo románico, al igual que los de las columnas que sustentan los arcos torales del presbiterio y del ábside, y están decorados con hojas de palma.
La única portada que permite acceder a la iglesia desde el exterior está situada en el lado de la Epístola y muestra, en opinión de diversos autores, una clara influencia francesa.